# ويليام ماكفيرسن (موظف مدني)
ويليام ماكفيرسن (بالإنجليزية: William Macpherson)‏ هو موظف مدني أسترالي، ولد في 26 أغسطس 1784، وتوفي في 13 مارس 1866.